# TIFF 2004
Cea de-a treia ediție a Festivalul Internațional de Film Transilvania s-a desfășurat în perioada 28 mai - 6 iunie 2004 la Cluj. Juriul a fost format din Margaret Von Schiller, selecționer al Festivalului de Film de la Berlin, actorul olandez Rutger Hauer, directoarea de casting Shaila Rubin, regizorul Cristian Mungiu și actorul Dorel Vișan. O premieră a fost faptul că în acest an, pe lângă juriului festivalului a existat și un alt juriu format din trei membri, aleși dintre vizitatorii constanți ai site-ului Cinemagia.ro. O altă premieră a constat în prezentarea proiecțiilor în aer liber.
Au fost proiectate 80 de filme din 30 de țări, din care 76 în premieră absolută în România. Festivalul a adus la Cluj peste 300 de invitați din România și străinătate. 
Pentru câștigarea Trofeului Transilvania. au intrat în competiție 12 filme din 11 țări.

## Filmele din competiția oficială
| Titlu original          | Titlu sub care a rulat     | Țara               | Regizor                              |
| ----------------------- | -------------------------- | ------------------ | ------------------------------------ |
| Dias de Santiago        | Zilele lui Santiago        | Peru               | Josue Mendez                         |
| Aaltra                  | Aaltra                     | Belgia / Franța    | Benoît Delépine, Gustave Kervern     |
| Buddy                   | Amice!                     | Norvegia           | Morten Tyldum                        |
| Demi-tarif              | La juma' de preț           | Franța             | Isild Le Besco                       |
| Gori Vatra              | Foc!                       | Bosnia / Austria   | Pjer Zalica                          |
| Koktebel                | Koktebel                   | Rusia              | Boris Khlebnikov, Alexei Popogrebsky |
| Kontroll                | Control                    | Ungaria            | Nimród Antal                         |
| Las horas del dia       | Orele zilei                | Spania             | Jaime Rosales                        |
| Reconstruction          | Reconstrucție              | Danemarca          | Christoffer Boe                      |
| Schultze Gets the Blues | Schultze o dă pe blues     | Germania           | Michael Schorr                       |
| Young Gods              | Zeii tineri                | Finlanda           | Jukka-Pekka Siili                    |
| Wenn der richtige kommt | Când alesu-ți iese în cale | Elveția / Germania | Oliver Paulus, Stefan Hillebrand     |

## Premii

#### Premile juriului
- Trofeul "Transilvania" - pentru cel mai bun film aflat în Competiție, Zilele lui Santiago
- Cea mai bună regie, Christoffer Boe pentru filmul Reconstrucție
- Cea mai bună imagine, Shandar Berkeshi pentru filmul Koktebel
- Cea mai bună interpretare, Gleb Puskepalis și Igor Chernevich, filmul ''Koktebel
- Mențiune Specială, actrița Isolde Fischer pentru rolul din Cînd alesu-ți iese-n cale

#### Alte premii
- Premiul de Excelență pentru întreaga carieră a fost acordat actorului Victor Rebengiuc.
- Premiul criticii, filmul Amice!
- Cel mai bun film românesc, Visul lui Liviu în regia lui Corneliu Porumboiu
- Debut în filmul românesc, Constantin Popescu pentru scurt metrajul Apartamentul
- Premiul Cinemagia, Benoît Delepine și Gustave Kervern pentru Aaltra
- Premiul Publicului, filmul Aaltra